# Valganciclovir
Le valganciclovir est un médicament antiviral agissant comme une prodrogue. Donné par voie orale, il est transformé en ganciclovir qui est la molécule active, ciblant le cytomégalovirus.

## Pharmacocinétique
La biodisponibilité est d'environ 40 %.

## Efficacité
Chez le nouveau-né, il permet de traiter l'infection congénitale à cytomégalovirus, contribuant à améliorer les conséquences sur l'audition. Un traitement plus prolongé (six mois) semble améliorer le neurodéveloppement de l'enfant.

## Effets secondaires
Il existe une chute des polynucléaires neutrophiles (neutropénie) dans plus d'un tiers des cas. 